# Коптский музей
Коптский музей — каирский музей, где собрана самая богатая в мире коллекция произведений коптского искусства.
Музей находится в одном из районов старого Каира, известном в древности как Вавилон Египетский, издавна жили христиане (копты). Расположен в двухэтажном здании между «Подвешенной церковью» и реконструированным римским бастионом.
Основан в 1908 году на базе собрания предметов искусства и культуры, принадлежавших копту Маркусу Симайке, с благословения патриарха Кирилла V. Музей открылся для посещения в 1910 году и поначалу развивался под эгидой коптской патриархии. В 1939 году для музея было выстроено новое здание, которое было впоследствии расширено. В настоящее время площадь территории музея составляет более 8 тыс. м.кв.

## Коллекция музея
Экспонатом коптского искусства служит уже само его здание: двери, балкон, оконные решетки, дверные и оконные запоры взяты из старых коптских домов и церквей. 

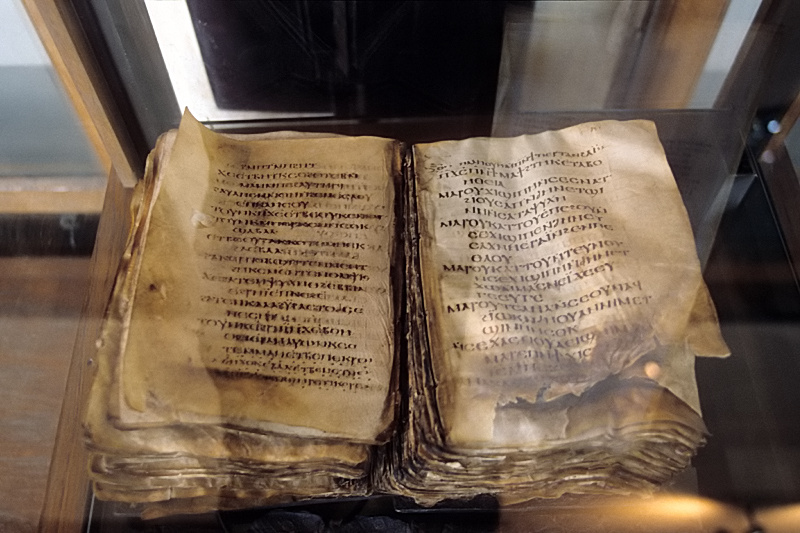
Псалтырь из коллекции музея

В 29 залах музея представлены экспонаты, относящиеся к эпохе расцвета коптской церкви — период приблизительно с III по XI век.
В первых залах музея находятся раскрашенные капители и деревянные панели с библейскими сценами. Один из самых редких экспонатов — показательное сочетание языческой и христианской традиций, капитель, на которой вырезаны кресты и присутствует декоративная перевязка «в шашечку», а в углах — резные изображения бога Гора.
В коллекции музея представлены манускрипты, имеются папирусные свитки с текстами гностических евангелий Наг-Хаммади.
В других залах музея выставлены шпалеры, датируемые III веком и позже; такие шпалеры ткали в основном женщины, на них изображены люди и животные, сплетающиеся в затейливые узоры.
В старом крыле музея демонстрируется одно из древнейших египетских изображений распятия.